# Region Hovedstadens Psykiatri
Region Hovedstadens Psykiatri er Danmarks største psykiatriske hospital med ca. 5.000 medarbejdere og behandler borgere i regionen med alle former for psykiske sygdomme. Voksne patienter bliver behandlet i psykiatrien, og børn og unge fra 0-17 år bliver behandlet i børne- og ungdomspsykiatrien. Hvert år udreder og behandler Region Hovedstadens Psykiatri cirka 50.000 mennesker med psykisk sygdom, hvilket svarer til cirka 40 procent af den samlede psykiatriske behandling i Danmark. Der findes flere muligheder for udredning og behandling af patienter, men typisk foregår det på de psykiatriske centre, der er fysisk placeret rundt om i regionen.

## Psykiatriske centre
Region Hovedstadens Psykiatri består af otte psykiatriske centre, et børne- og ungdomspsykiatrisk center samt en fælles stabsfunktion. Størstedelen af udredningen og behandlingen foregår på de nedenstående psykiatriske centre. Behandlingen er ofte ambulant, dvs. uden indlæggelse, men patienter kan også blive indlagt på et døgnafsnit, der er placeret på de psykiatriske centre. Behandlingen af patienter finder som udgangspunkt sted på det psykiatriske center, der er tættest på patientens bolig. Det sker ud fra det grundlæggende princip, at den psykiatriske behandling skal gribe mindst muligt ind i patientens integritet og dagligliv. De psykiatriske centre er geografisk fordelt over hele regionen:
- Børne- og Ungdomspsykiatrisk Center: Børne- og Ungdomspsykiatrisk Center er fordelt på tre matrikler i regionen; Bispebjerg, Hillerød og Glostrup.

- Psykiatrisk Center Amager: Centret er beliggende på Digevej i Ørestad på Amager i Københavns Kommune.
- Psykiatrisk Center Ballerup: I 2013 blev Psykiatrisk Center Gentofte og Psykiatrisk Center Ballerup slået sammen under navnet Psykiatrisk Center Ballerup.
- Psykiatrisk Center Bornholm: Centret ligger på samme matrikel som Bornholms Regionshospital i Rønne.
- Psykiatrisk Center Glostrup: Fra februar 2016 fusionerede Psykiatrisk Center Glostrup og Psykiatrisk Center Hvidovre under navnet Psykiatrisk Center Glostrup. Centret har dog stadig afsnit i Hvidovre.
- Psykiatrisk Center København: Den 1. april 2017 fusionerede Psykiatrisk Center Frederiksberg og Psykiatrisk Center København til ét center under navnet Psykiatrisk Center København. Centret har matrikler spredt ud over Københavns og Frederiksberg Kommune.
- Psykiatrisk Center Nordsjælland: Centret har afdelinger i Helsingør, Hillerød og Frederikssund.
- Psykiatrisk Center Sct. Hans: Centret ligger i Roskilde, men har historisk hørt under Københavns Kommune og blev derfor en del af Region Hovedstadens Psykiatri ved strukturreformen i 2007.
- Psykoterapeutisk Center Stolpegård: Centret tilbyder behandling af ikke-psykotiske lidelser.
- Stabsfunktion: Arkiveret 3. august 2017 hos  Wayback Machine Den centrale stabsfunktion er placeret i København og står for den overordnede ledelse, koordination og udvikling af Region Hovedstadens Psykiatri.

## Øvrige muligheder for behandling
Udover indlæggelse og ambulant behandling på et af ovenstående centre har Region Hovedstadens Psykiatri også følgende tilbud for behandling:
- Psykiatriske akutmodtagelser: Har man brug for akut hjælp, kan man altid henvende sig på den nærmeste psykiatriske akutmodtagelse. Der findes psykiatriske akutmodtagelser på følgende centre: Amager, Ballerup, Glostrup og København.
- Børne- og ungdomspsykiatrisk akutmodtagelse på Psykiatrisk Center Glostrup: I Glostrup findes regionens eneste akutmodtagelse for børn og unge.
- Opsøgende psykiatriske teams: Arkiveret 3. august 2017 hos  Wayback Machine De opsøgende teams er specialiserede tilbud, som er tilknyttet de distriktspsykiatriske centre (se nedenfor). De forskellige teams består af OP-teams og OPUS. OP-teams er udgående, opsøgende team, der tilbyder intensiv og ambulant behandling, mens OPUS er et opsøgende, udgående team, som tilbyder en tidlig indsats over for unge fra 18-35 år med en debuterende psykose.
- Retspsykiatri: Arkiveret 3. august 2017 hos  Wayback Machine Hvis man lider af en psykisk sygdom og samtidig er dømt eller sigtet for kriminalitet, bliver man behandlet i retspsykiatrien. Region Hovedstadens Psykiatri har to centre, der er specialiserede i behandlingen af retspsykiatriske patienter. Det er Psykiatrisk Center Sct. Hans (afdeling R) og Psykiatrisk Center Glostrup (afdeling J).
- Distriktspsykiatri: Arkiveret 3. august 2017 hos  Wayback Machine Distriktspsykiatrien er et lokalt forankret behandlingstilbud til mennesker med psykisk sygdom. Region Hovedstandens Psykiatri har i alt 12 distriktspsykiatriske centre fordelt i hele regionen. Organisatorisk er de tilknyttet de psykiatriske centre.